# Maine (állam)
Maine (ejtsd: méjn) az Amerikai Egyesült Államok 23. tagállama, az új-angliai régió és egyben az ország törzsterületének legészakkeletibb része. Tengerpartja sziklás, földjei nagy része erdővel borított, alacsony hegységek szabdalják.
Több ezer évig őslakos indiánok lakták a területet. Az első európai települést Maine-ben, a Saint Croix-szigeten a francia Pierre Dugua de Mons alapította 1604-ben. Az első angol település a rövid életű Popham kolónia volt, amit a Plymouth Társaság hozott létre 1607-ben. Az 1620-as évekig számos angol település jött létre Maine-ben annak ellenére, hogy zord volt az éghajlat, nélkülözni kellett, és konfliktusok voltak a helyi népekkel az évek során.
A 17. századi viszontagságokat csak fél tucatnyi európai település élte túl. A hazafiak és a lojalisták versengtek Maine területéért az amerikai függetlenségi háborúban. Maine Massachusetts része volt, amíg meg nem szavazták az elszakadást tőle 1820-ban, majd 1820. március 15-én, 23. államként felvették az unióba a Missouri-kompromisszum alapján. Maine-t gyakran tekintik a legbiztonságosabb államnak az USA-ban, mivel itt a legalacsonyabb a bűnözési arány.

## Földrajza
Maine Új-Anglia a legészakibb, míg az Egyesült Államok legkeletibb állama. Délről az Atlanti-óceán, észak-északkeletről Kanada Új-Brunswick tartománya, északnyugatról Québec tartomány és nyugatról New Hampshire állam határolja.
Legkeletibb városai Eastport és Lubec. Maine legészakibb települése Estcourt Station. Maine legnagyobb tava a Moosehead-tó, emellett jelentős tava a South Twin-tó. A Katahdin-hegy az északi végállomása az appalachi útvonalnak, a déli végállomás a georgiai Springer-hegység.
Vitatott hovatartozású terület a Machias Seal-sziget az Egyesült Államok és Kanada között. Maine legkeletibb részében található a Fundy-öböl, itt a legnagyobb az árapály a nyugati féltekén.
Maine a legkevésbé sűrűn lakott állam a Mississippi folyótól keletre. Fenyőfa-államnak is nevezik, mivel területének 83%-a erdőség. Belső területei nagyrészt lakatlanok, ahol Új-Angliában kivételes módon nincsenek helyi közigazgatási szervezetek. Maine északi részén egy főre 690 km² terület jut.
Tengerpartja csaknem 400 km, West Quoddy Head a Egyesült Államok legkeletibb pontja. A part mentén csipkés sziklák, öblök, világítótornyok, strandok, halászfalvak és több ezer sziget van, mint például a Shoals-szigetek, amelyek közrefogják a New Hampshire-i határt. Területén tavak, folyók, erdők és hegyek is megtalálhatók. Az állam területén található az 1919-ben alapított Acadia Nemzeti Park is.

### Éghajlata
A nedves kontinentális éghajlatnak köszönhetően meleg és csapadékos nyár, hideg és csapadékos tél jellemzi az állam éghajlatát.
Maine-ben nem fordulhat elő sem hurrikán, sem egyéb trópusi vihar. Az északi államok közül itt fordul elő a legkevesebb vihar, évente kb. 20 nap. A tornádók előfordulása is ritka, kevesebb mint két tölcsér alakul ki évente, azok is az állam déli részén.

### Élővilága
Területének nagy részét mérsékelt égövi lombhullató erdő borítja — az északkeleti part mentén tölgyesek.

### Természeti értékei
- Az Acadia Nemzeti Park az állam egyetlen nemzeti parkja. Egyúttal az USA legrégibb, a Mississippitől keletre létrehozott parkja. Az délkeleti régiójában található, az atlanti partvonal közepe táján. Részei:
  - a Mount Desert Island nagyobbik része,
  - az Isle au Haut egy része  és
  - a Schoodic-félsziget csücske.

## Történelme
A terület őslakosai különféle algonkin indián törzsek voltak. Az első európai kolóniát Pierre Dugua de Mons, francia nemes alapította 1604 júniusában Saint Croix-szigeten, miután IV. Henrik francia királytól monopoljogot kapott a prémkereskedelemre egész Új-Franciaország területére. Felmérendő a területet, a király megbízásából a telepesekkel tartott Samuel de Champlain térképész is. A franciák azonban a következő év tavaszán, miután egy téli betegség – valószínűleg skorbut – megtizedelte soraikat, elhagyták a telepet; a francia helynevek mindazonáltal fennmaradtak. Az első itteni angol települést a Plymouth Társaság alapította Popham néven, de egy év elteltével ezt is elhagyták. Maine első ismert írásos említése egy 1622-ben kelt földfoglalási kiváltságlevél. Az akkori elnevezés csak a Kennebec-folyótól nyugatra fekvő, tengerparthoz közeli részeket, a mai állam déli szegélyét jelölte; az ettől keletre fekvő, jóval ritkábban lakott terület a 17. században Sagadahock néven volt ismert.

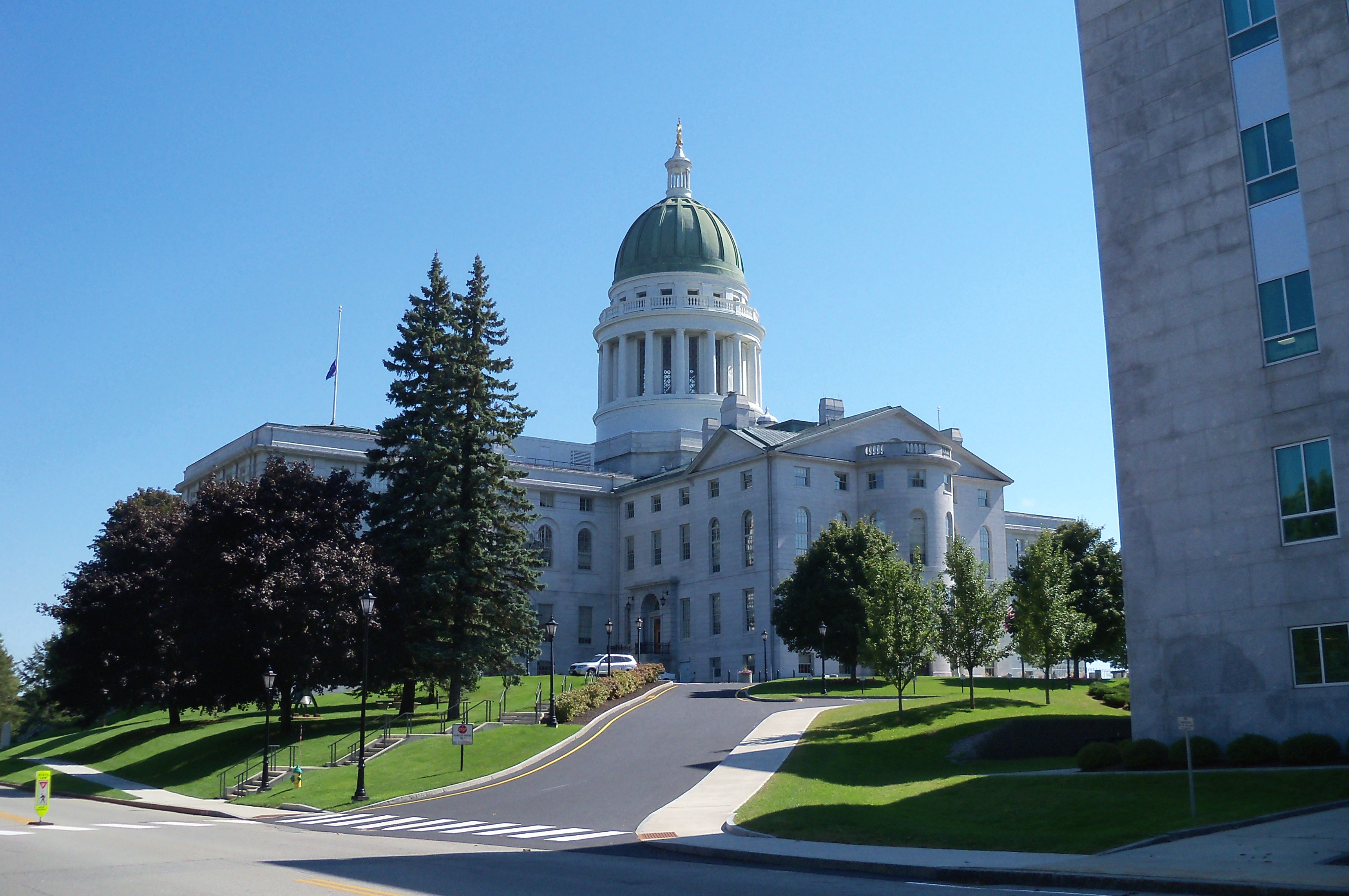
Maine állam kormányzósági épülete (Maine State House). Tervezte: Charles Bulfinch, épült 1829–1832 között

1652-ben az állam mai teljes területe Massachusetts része lett. A környék békéjét a 17. század során és a 18. század elején az állandósuló angol–francia határháború zavarta. A franciák vereségével a Penobscot folyótól keletre eső részeket Új-Skóciához csatolták, az elcsatolt terület a mai Új-Brunswickkal együtt alkotta Sunbury megyét (központja Campobello-sziget). Maine a függetlenségi háború és az 1812-es brit–amerikai háború alatt ismét harcok helyszínévé lett. A békezáradékok mindazonáltal nem határozták meg egyértelműen az Egyesült Államok (és ezzel Massachusetts) északi – Brit-Észak-Amerikával való – határait, amelyek a Webster–Ashburton-szerződés 1842-es megkötéséig vita tárgyát képezték. (Pont ezen okból John Fairfield, Maine kormányzója saját állama nevében 1839-ben hadat üzent Nagy-Britanniának. Az Aroostook-háború néven ismertté lett konfliktusnak az amerikai és a brit fél erélyes fellépése végül vér nélkül véget vetett. Mindazonáltal ez volt az eddigi egyetlen eset, amikor nem az államszövetség, hanem egy tagállam önmaga üzent hadat egy idegen országnak.)
Mivel Maine lakossága gyorsan gyarapodott, és mivel Massachusetts törzsterületétől földrajzilag elkülönült (New Hampshire a kettő közé ékelődött), 1820. március 15-én hivatalosan is különvált tőle, és ezzel az Egyesült Államok 23. tagállamává lett. A szétválasztással lehetővé vált Missouri csatlakozása az államszövetséghez, mivel így fenn lehetett tartani a számbeli egyensúlyt a rabszolgatartó és az ezt tiltó tagállamok között (Missouri-kompromisszum). Maine eredeti fővárosa Portland volt, 1832-ben azonban ezt a rangját elvesztette, és azt mint központibb fekvésű város, Augusta kapta meg.

## Népesség

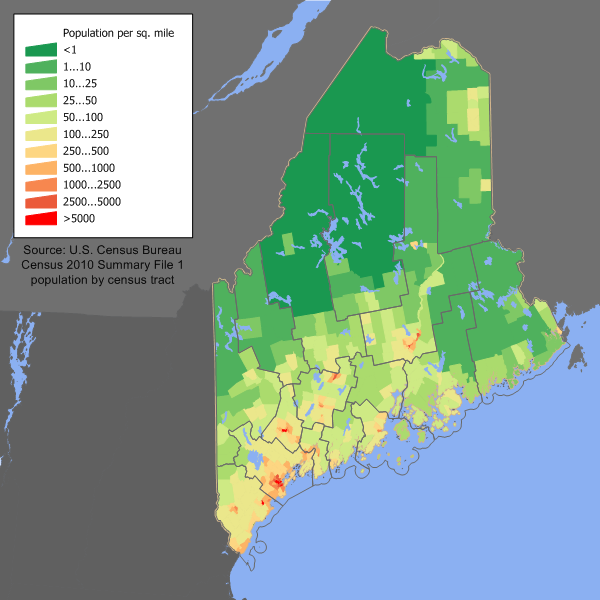
Maine népsűrűségi térképe

Az állam népessége az elmúlt években az alábbi módon változott:
| Lakosok száma | 742 371 | 768 014 | 847 226 | 913 774 | 969 265 | 1 124 660 | 1 227 928 | 1 274 923 | 1 329 328 | 1 362 359 |
|               | 1910    | 1920    | 1940    | 1950    | 1960    | 1980      | 1990      | 2000      | 2015      | 2020      |

### Nagyobb városok

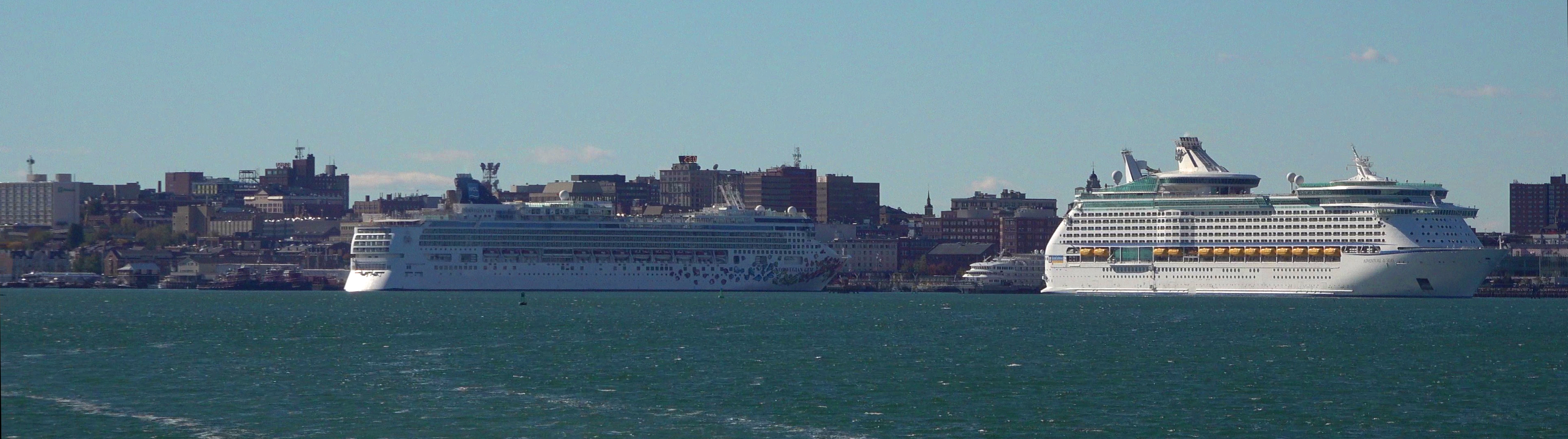
Portland

- Portland (64 249)
- Lewiston (35 690)
- Bangor (31 473)
- South Portland (23 324)
- Auburn (23 203)
- Brunswick (21 172)
- Biddeford (20 942)
- Sanford (20 806)
- Augusta (18 560)
- Scarborough (16 970)
- Saco (16 822)
- Westbrook (18 142)
- Waterville (15 605)
- Windham (14 904)
- Gorham (14 141)
- York (12 854)
- Kennebunk (10 476)
- Falmouth (10 310)

## Közigazgatás

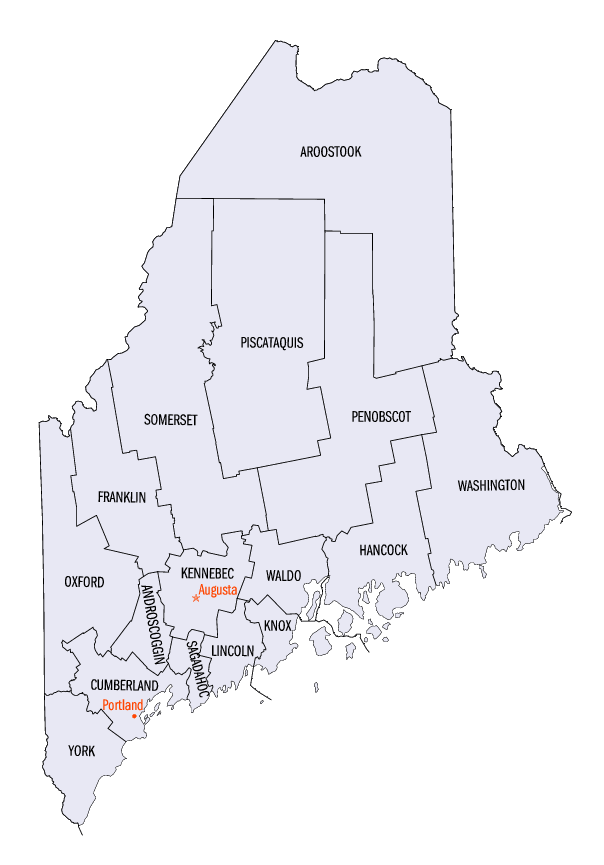
Maine megyéi

Az állam 1860 óta 16 megyéből áll.
| - Androscoggin megye - Aroostook megye - Cumberland megye - Franklin megye - Hancock megye - Kennebec megye - Knox megye - Lincoln megye | - Oxford megye - Penobscot megye - Piscataquis megye - Sagadahoc megye - Somerset megye - Waldo megye - Washington megye - York megye |

## Gazdaság
Jelentős a baromfitenyésztés, a tejgazdaság, a szarvasmarha-tenyésztés, az alma termelése, a juharszirup és juharcukor készítése, valamint az áfonya termelése. Észak-Amerika áfonyakészletének 25%-a van Maine-ben, ezzel az állam világelső a növény termelésében. Aroostook megye a burgonya termeléséről híres. Fontos szerepet játszik az ipari halászat. Az ipar elsősorban, papírt, fűrészárut, faanyagot, elektronikus berendezéseket, bőrkészítményeket, élelmiszert, textilt és biotechnológiai cikkeket állít elő. Maine-ben tengerjáró hajókat építenek és javítanak.

### Közlekedés
Portland vasútvonala jelentős. 2001-ben a város Bostont megelőzve Új-Anglia legforgalmasabb kikötője lett. A portlandi nemzetközi repülőteret kiterjesztették, így még több utasszállító cég hozhatta forgalomba járatait a városban.
Repülőterek:
- Portland International Jetport
- Bangor International Airport

Országutak:
- Interstate 95
- I-295
- U.S. Route 1 (Fort Kentből indul és Floridáig tart)
- U.S. Route 2 (Houltonból indul, és a New York állambeli Rouses Pointig tart)
- U.S. Route 6
- U.S. Route 9

Vasúti közlekedés
- Downeaster - Amtrak (Portlandből Bostonba visz utasokat napi öt oda- és visszaúttal)
- Maine Eastern Railroad (Brunswick és Rockland között szállít utasokat)

### Turizmus
A turizmus fontossága egyre nő Maine gazdaságában. Az állam népszerű célpont a sportvadászoknak, a sporthorgászoknak, a síelőknek, a csónakázóknak, a kempingelőknek és a túrázóknak sok más érdeklődő mellett.